# Triathlon na Igrzyskach Pacyfiku 2007
Wyniki triathlonu podczas Igrzysk Pacyfiku 2007.

## Mężczyźni
| Lp. | Państwo             | Zawodnik          | Czas    |
| --- | ------------------- | ----------------- | ------- |
| 1   | Nowa Kaledonia      | Olivier Bargibant | 2:13:44 |
| 2   | Polinezja Francuska | Regis Morandeau   | 2:13:59 |
| 3   | Nowa Kaledonia      | Stephene Lacroix  | 2:14:12 |

## Kobiety
| Lp. | Państwo        | Zawodniczka       | Czas    |
| --- | -------------- | ----------------- | ------- |
| 1   | Nowa Kaledonia | Benedicte Meunier | 2:23:41 |
| 2   | Nowa Kaledonia | Kandy Point       | 2:39:40 |
| 3   | Nowa Kaledonia | Erika Ellis       | 2:42:52 |

## Drużynowo
| Lp. | Państwo             | Zawodnicy                                                        | Czas    |
| --- | ------------------- | ---------------------------------------------------------------- | ------- |
| 1   | Nowa Kaledonia      | Olivier Bargibant, Stephane Lacroix, Benedicte Meunier           | 6:51:37 |
| 2   | Polinezja Francuska | Regis Morandeau, Frederic Durand, Yasmina Chenel                 | 7:21:17 |
| 3   | Wyspy Cooka         | Thomas Henderson, Roland Heribert Neururer, Jennifer Mary George | 7:36:37 |